# Efsztáthiosz Aloneftisz
Efsztáthiosz Aloneftisz  (görögül: Ευστάθιος „Στάθης” Αλωνεύτης; Nicosia, 1983. március 29. –) ciprusi válogatott labdarúgó, balszélső, akit a gyorsasága és a technikája miatt nagyra becsültek.

## Pályafutása

### Klubcsapatokban

#### Omónia
A 2000–01-es szezonban lépett először pályára a felnőtt csapatban, de a tehetségét a 2003–04-ben mutathatta meg igazán. Az Omóniánál ekkoriban aratott sikerei: egy bajnoki (2003), egy szuperkupa (2003) és egy kupagyőzelem (2005).

#### Láriszasz
Ezt követően 2005. június 22-én a görög klubhoz igazolt. A 2006–07-es szezon sikeres volt a számára, és 2007 januárjában a Queens Park Rangersnél próbajátékon vett részt, de végül nem kötöttek szerződést. Ennek a szezonnak a végén a csapatával kupadöntőt játszott, ahol a kezdőcsapatban szerepelt, 2–1-re győztek a Panathinaikosz ellen, és megnyerték a kupát.

#### Energie Cottbus
2007. május 31-én a német együttes bejelentette, hogy a Bosman-szabály  értelmében ingyenes átigazolással szerződteti Aloneftiszt, így ő lett az első ciprusi, aki a Bundesligában szerepelt.

#### Újra az Omóniában
2008. június 28-án visszatért korábbi klubjához, és ötéves szerződést írt alá. Segített a klubnak egy bajnokság (2010), két kupa (2011, 2012) és egy szuperkupa (2010) megnyerésében. 2012. június 1-jén kölcsönösen felbontották szerződését a klubbal.

#### APÓEL
2012. június 8-án hároméves szerződést írt alá az APOEL-lel. A 2012–13-as szezon végén újra bajnok lett. A 2013–14-es szezonban öt UEFA Európa Liga csoportmérkőzésen szerepelt az APÓEL színeiben.  ciprusi bajnokságon kívül megnyerték a ciprusi Kupát és a ciprusi szuperkupát is.
2014. augusztus 26-án a 61. percben csereként lépett pályára, és három perccel később gólt szerzett az Aalborg elleni UEFA-bajnokok ligája mérkőzésen (4–0), az APÓEL bejutott a csoportkörbe. A bajnokok ligájában öt csoportmeccsen szerepelt. A 2014–15-ös szezonban még újabb címekkel sikerült gyarapítania a gyűjteményét, mivel az APÓEL ismét megnyerte a ciprusi bajnokságot és a kupát is.

### A ciprusi válogatottban
2005 és 2016 között a ciprusi labdarúgó-válogatott tagja volt, és 62 nemzetközi mérkőzésen tíz gólt szerzett. A válogatottban 2005. március 30-án mutatkozott be Svájc ellen a 2006-os labdarúgó-világbajnokság-selejtező mérkőzésén. Első gólját 2005. szeptember 7-én szerezte Svájc ellen a 2006-os labdarúgó-világbajnoki selejtezőn.

## Eredményei, díjai
Omónia
- Ciprusi bajnok (2): 2002–03, 2009–10
- Ciprusi kupagyőztes (3): 2004–05, 2010–11, 2011–12
- Ciprusi szuperkupa-győztes (2): 2003, 2010

 Láriszasz
- Görög kupagyőztes (1): 2006–07

 APÓEL
- Ciprusi bajnok (7): 2012–13, 2013–14, 2014–15, 2015–16, 2016–17, 2017–18, 2018–19
- Ciprusi kupagyőztes (2): 2013–14, 2014–15
- Ciprusi szuperkupa-győztes (1): 2013

## Fordítás
- Ez a szócikk részben vagy egészben  az   Efstathios Aloneftis című angol Wikipédia-szócikk ezen változatának fordításán alapul.  Az eredeti cikk szerkesztőit annak laptörténete sorolja fel. Ez a jelzés csupán a megfogalmazás eredetét és a szerzői jogokat jelzi, nem szolgál a cikkben szereplő információk forrásmegjelöléseként.